# لوسیل ریکسن
لوسیل ریکسن (انگلیسی: Lucille Ricksen؛ ۲۲ اوت ۱۹۱۰ – ۱۳ مارس ۱۹۲۵) یک هنرپیشه و مانکن اهل ایالات متحده آمریکا بود.